# Greenstone (Ontario)
Pour les articles homonymes, voir Greenstone.
Greenstone est une municipalité de l'Ontario au Canada. Elle a été créée en 2001 lors des fusions municipales dans la province par la fusion des anciens cantons de Beardmore et de Nakina ainsi que des anciens bourgs de Geraldton et Longlac en plus de portions importantes du district non incorporé de Thunder Bay (en). Lors du recensement de 2011, elle avait une population de 4 724 habitants. Elle est située le long de la route 11.  
Greenstone comprend le centre administratif de la bande indienne de la Première Nation d'Animbiigoo Zaagi'igan Anishinaabek (en).

## Démographie
| 2001  | 2006  | 2011  | 2016  |
| ----- | ----- | ----- | ----- |
| 5 662 | 4 906 | 4 724 | 4 636 |

## Annexe